# Ali Bey Al-Kabir
Ali Bey Al-Kabir (Georgia, 1728 – Il Cairo, 1773) è stato un sultano egiziano.
Nato in Abkhazia, di etnia georgiana e, pare, figlio di un prete ortodosso, fu rapito e venduto come schiavo a Il Cairo. Fu reclutato nei Mamelucchi, dove fece carriera difendendo le carovane dai banditi fino a diventare Shaykh al-Balad  ("capo della città"). Si trattava di un titolo che nell'Eyalet d'Egitto i mamelucchi attribuivano al bey ritenuto superiore agli altri. Spese diversi anni in lotte di potere. Un suo rivale, And el-Rahman, finì per farlo condannare all'esilio a Gaza attorno al 1762. Sulla via dell'esilio venne raggiunto da un certo numero di sostenitori e si spostò invece a Girga, dove attese per due anni di venir richiamato nella capitale.
Nel 1769 Ali rifiutò alla sublime porta l'invio di uomini per la guerra contro i russi, che gli costò un tentativo di uccisione da parte di un emissario. Smise quindi di versare il tributo annuale. Prese in poco tempo il controllo di gran parte della penisola araba e fece addirittura coniare monete con il suo nome nel 1771, dichiarando a tutti gli effetti l'indipendenza dall'impero ottomano e nominando il cugino Sharif della Mecca.
Nel 1770 con il supporto russo e l'aiuto di Ẓāhir al-ʿOmar, pascià di Acri che controllava il nord della Palestina, fece invadere la Siria, ricostruendo il sultanato mamelucco che gli ottomani avevano conquistato nel 1517. Il 6 giugno 1771 i mamelucchi sconfissero gli ottomani nei pressi di Damasco ed entrarono nella città. Tuttavia il comandante principale delle truppe mamelucche, Abū l-Dhahab, fu subornato da agenti ottomani e rientrò al Cairo. Il risultato finale fu che Ali Bey perse la sua posizione di preminenza, fuggendo in Siria nell'aprile del 1772. Qui assieme all'amico Zahir colse alcuni successi militari. All'inizio del 1773 cercò di sfruttare il risentimento popolare verso Abū l-Dhahab per rientrare in patria al comando di 8000 uomini. Vinto un primo scontro, in aprile causa una sua malattia e molte diserzioni venne sconfitto e catturato. Portato nella capitale vi venne assassinato pochi giorni dopo, per quanto la successione effettiva dei fatti sia incerta. Abū l-Dhahab venne riconosciuto dagli ottomani come pascià e la provincia d'Egitto ritornò formalmente a far parte dell'impero.